# 施泰因河 (施塔恩貝格湖)
47°49′17″N 11°19′21″E / 47.8215°N 11.3226°E

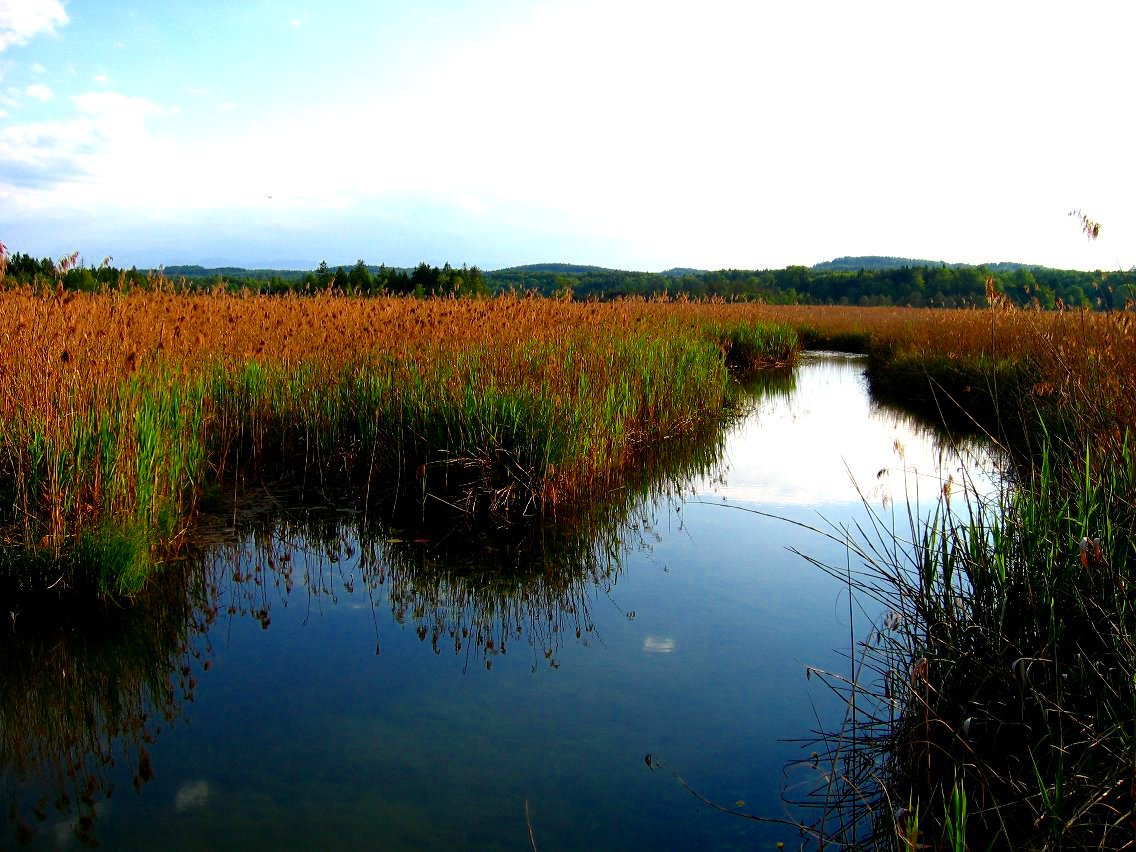

施泰因河（德語：Steinbach）是德國巴伐利亞州的河流，位於該國東南部，河道全長16.8公里，流域面積56.4平方公里，最終注入施塔恩貝格湖。